# 60 هـ
60 هـ هي سنة في التقويم الهجري امتدت مقابلةً في التقويم الميلادي بين سنتي 679 و680.

## أحداث
- انتهاء حصار القسطنطينية (53-60 هـ) أو معركة سيلايوم البحرية.
- 15 رجب - تولية يزيد بن معاوية حكم الدولة الإسلامية؛ ليصبح الخليفة الأموي الثاني.
- تولية عمرو بن سعيد الأشدق على مكة، وتكليفه بأخذ البيعة ليزيد من الحسين بن علي وعبد الله بن الزبير.
- 22 ذو الحجة - خروج الحسين بن علي إلى العراق

## مواليد
- الكميت بن زيد، من شعراء العصر الأموي، سكن الكوفة واشتهر بالتشيع.
- حسان بن أبي سنان، من أعلام التابعين.

## وفيات
- 15 رجب: معاوية بن أبي سفيان، مؤسس الدولة الأموية.
- 22 ذو الحجة: ميثم التمار، من أصحاب علي بن أبي طالب.
- 8 ذو الحجة: مقتل هانئ بن عروة أحد أصحاب علي بن أبي طالب ومن وجهاء الكوفة وممن ناصروا مسلم بن عقيل وثورة الحسين.
- 9 ذو الحجة: مقتل مسلم بن عقيل ابن عم الحسين بن علي وسفيره.
- عمرو بن شأس الأسدي
- أبو حميد الساعدي، صحابي ومن رواة الحديث.[5]
- أبو مسلم الخولاني، من أعلام التابعين.[6]
- عبد الأعلى بن يزيد الكلبي، كان ممن بايع مسلم بن عقيل.
- عبد الله بن مغفل، صحابي من أهل بيعة الرضوان.
- عقيل بن أبي طالب، صحابي وابن عم النبي.
- عمرو بن أمية الضمري، صحابي كان من رسل النبي إلى الملوك.
- صفوان بن المعطل، صحابي اُتهم في حادثة الإفك وبرأه الله.[7]
- سحيم بن وثيل الرياحي شاعر عربي مخضرم أدرك الجاهلية والإسلام.